# شبيه الزيتون
شبيه الزيتون (الاسم العلمي: Elaeocarpus)، جنس أشجار وشجيرات دائمة الخضرة استوائية وشبه استوائية. تضم حوالي 350 تنتشر من مدغشقر في الغرب عبر الهند وجنوب شرق آسيا وجنوب الصين واليابان، عبر أستراليا إلى نيوزيلندا وفيجي وهاواي في الشرق. جزر بورنيو وغينيا الجديدة لديها أكبر تركيز للأنواع. تشتهر هذه الأشجار بفواكهها الجذابة التي تشبه اللؤلؤ والتي غالبًا ما تكون ملونة. من السمات البارزة للفصيلة زهورها الصغيرة المتدلية .

## أصل التسمية
اسم Elaeocarpus مشتق من اليونانية القديمة ويعني، «ثمار الزيتون»، أو «الثمار التي تشبه ثمار الزيتون».